# Leptochilus acolhuus
Leptochilus acolhuus är en stekelart som först beskrevs av Henri Saussure 1857.  Leptochilus acolhuus ingår i släktet Leptochilus och familjen Eumenidae. Inga underarter finns listade i Catalogue of Life.